# Moses Fernbach

Moses Fernbach (1947)

Moses (Mosche) Fernbach (* 5. Mai 1893 in Felsberg; † 7. Januar 1983 in Tel Aviv) war ein deutscher jüdischer Lehrer. Er war als Leiter an jüdischen Gemeinden in Deutschland tätig. Nach Ende des Zweiten Weltkriegs war er beteiligt am Neuaufbau der Jüdischen Gemeinde Berlin.

## Herkunft und Familie
Moses Fernbach war der Sohn des aus Recklinghausen stammenden Vorbeters und Schächters Hermann Fernbach (1863–1933) und Malchen Fernbach geb. Speier (1859–1929) und hatte einen Bruder und eine Schwester. Eine zweite Schwester starb noch im Jahr ihrer Geburt.
1923 heiratete er in Magdeburg Lea Franke (1904–1968). Aus der Ehe stammten die Töchter Siegried „Susi“ (* 1924) und Miryam (* 1930).

## Leben und Wirken
Fernbach besuchte von 1906 bis 1911 das Gymnasium Petrinum Recklinghausen. Im Ersten Weltkrieg diente er als Freiwilliger in der deutschen Armee als Soldat an der französischen Front und erhielt dafür zwei Auszeichnungen. Nach Kriegsende übernahm er in den Jahren 1918/1919 die Leitung der Bürgerwehr in Recklinghausen und kehrte anschließend nach Felsberg zurück. Fernbach absolvierte eine Ausbildung zum Volksschullehrer am Kölner Lehrerseminar, hatte aber als Jude wenig Chancen auf eine Anstellung.
Bis 1927 lebte er in Magdeburg und war dort im Baustoffhandel seines Schwiegervaters tätig. 1927 übersiedelte er mit seiner Familie nach Schleiden in der Eifel, wo er als ritueller Schächter sowie als Lehrer für die Kinder der jüdischen Familien in den Gemeinden Schleiden und Hellenthal arbeitete. Seine Frau Lea führte zudem in Schleiden eine Pension. Ab 1936 war Fernbach neben seiner Lehrtätigkeit Vorsteher und Repräsentant der jüdischen Gemeinde im ehemaligen Bezirk Schleiden, bis er 1940 deren Auflösung abzuwickeln hatte. In der Synagoge von Blumenthal wirkte er hauptamtlich als Vorbeter.
1938 übersiedelte er nach Kall und leitete dort die jüdische Volksschule; dort wurden jüdische Kinder aus der gesamten Umgebung unterrichtet.
Ab 10. November 1938 war Fernbach im KZ Sachsenhausen inhaftiert, wurde jedoch bereits nach vier Wochen Haft im Dezember überraschend wieder entlassen. Er erhielt 1940 einen Ausreisebefehl aus Kall und Mitte September eine Vorladung ins Gestapo-Hauptquartier nach Berlin. Seine Familie folgte ihm kurze Zeit später nach; seine Tochter Susi war bereits im Jahr 1939 durch Vermittlung seines Bruders nach Palästina eingereist. In Berlin arbeitete Fernbach in einem Betrieb für Ferngläser und Mikroskope als Drechsler, seine Frau war als Näherin in einem Rüstungsbetrieb tätig. Um einer wahrscheinlichen Deportation zu entgehen, organisierte Fernbach gegen hohe Bezahlung Anfang 1942 gefälschte Pässe und arbeitete unter dem Namen Max Friedrichs etwas später als Dreher in einer Fabrik in Magdeburg. Nachdem die Fabrik bei schweren Bombenangriffen Anfang 1945 zerstört worden war, kehrte er mit seiner Frau nach Berlin zurück.

Nach Kriegsende war Fernbach am Aufbau der jüdischen Gemeinde in Berlin beteiligt. Er war deren provisorischer Generalsekretär und gehörte dem Vorstand an. Die Familie Fernbach lebte in der sowjetischen Besatzungszone Berlins. Die Suche nach überlebenden Juden zwecks Aufbau der Gemeinde erfolgte zum Teil über Einwohnerkarteien aus dem Jahr 1938 sowie über Zeitungsinserate mit einem Aufruf an die aus den Konzentrationslagern Zurückgekehrten, sich in der Oranienburger Straße zu melden. Der Historiker Hans-Dieter Arntz schreibt:

„Interessant ist der weitere Hinweis von Moses Fernbach, dass eine zusätzlich gefundene Sippenkartei die Personalbögen sämtlicher Mitglieder der NSDAP mit Passbildern enthielt, die von den Amerikanern übernommen wurden, weil die Russen sie damals nicht haben wollten. Als provisorischer Generalsekretär ließ er 10.000 Fragebögen zur Registrierung der deutschen Juden anfertigen. Im Jahre 1947 hatte man auf diese Art und Weise 8.000 Mitglieder der Jüdischen Gemeinde erfasst, von denen 1.350 im Untergrund überlebt hatten bzw. 3.500 in Mischehen lebten oder deren Ehepartner zum Judentum übergetreten waren.“
Außerdem organisierte Fernbach koschere Lebensmittel, erteilte den Kindern Unterricht und wirkte als Vorbeter in der Gemeinde. In einem Brief führender Mitglieder der jüdischen Gemeinde aus dem Jahr 1947 heißt es:
„Wir erinnern uns daran, dass Sie mit zu den Ersten gehörten, die nach Beendigung des Krieges tatkräftig Hand anlegten, um den Wiederaufbau unserer Gemeinde zu bewerkstelligen, und wir anerkennen die Verdienste, die Sie sich in Ihrer Arbeit erworben haben. Sie haben nicht nur in der Repräsentanz gearbeitet und als deren Schriftführer maßgeblich gewirkt, Sie haben auch gleichzeitig als Religionslehrer und Führer der Jugend sich für den Aufbau unserer Gemeinde mit Ihrer ganzen Kraft zur Verfügung gestellt. Sie haben sich auch darum bemüht, dass die Versorgung Berlins mit rituellen Lebensmitteln möglich war und haben durch Ihre Tätigkeit als Schauchet nicht nur mit Rat, sondern auch mit der Tat, unschätzbare Dienste geleistet.“
1947 wanderte Fernbach mit seiner Frau und seiner Tochter Miryam nach Palästina aus. In Tel Aviv arbeitete er zunächst als Zeitungsbote und erhielt in den 1950er Jahren nach dem Wiedergutmachungsabkommen zwischen Israel und Deutschland für seine Tätigkeit als Lehrer eine Rente. In Israel engagierte er sich weiterhin für die Gemeinde, unterstützte die Synagogengemeinschaft sowie u. a. ältere Menschen in der Gemeinde.

## Ehrungen
In Schleiden wurde zum Gedenken an Moses Fernbach als letzten Leiter der Synagogengemeinde Schleiden an dessen ehemaligem Wohnsitz eine Gedenktafel angebracht.